# Animals in War
Animals in War es un libro de no ficción de 1983 de la autora inglesa Jilly Cooper. Es una historia del uso de animales por parte de los militares y examina los roles de una variedad de especies en los conflictos. El libro fue encargado por el Museo Imperial de la Guerra para coincidir con su exposición Animals in War. El libro recibió críticas positivas en el momento de su publicación, y los críticos elogiaron su perspicacia y la variedad de animales, conflictos y períodos de tiempo cubiertos. Los análisis académicos de Hilda Kean y Gary Genosko han reconocido que el libro enfatiza demasiado la capacidad de acción de los animales militares entrenados o, alternativamente, como en el trabajo de Steven Johnston, han replanteado algunos de los relatos de Cooper como actos de resistencia por parte de los animales. La respuesta pública al libro condujo a una campaña para establecer un monumento conmemorativo a los animales que fueron utilizados y murieron al servicio del ejército británico.

## Sinopsis
El libro es una historia de los muchos y variados usos que los militares han encontrado para los animales de una amplia gama de períodos y regiones. Los animales en los que se centra la obra incluyen caballos y mulas, perros y palomas mensajeras, así como animales militares menos conocidos como delfines, luciérnagas y abejas. El libro utiliza historias de animales individuales para llamar la atención sobre temas más amplios. Muchas de las historias de animales se centran en la Primera y la Segunda Guerra Mundial, pero se incluyen otros conflictos históricos y contemporáneos, los más recientes al momento de la publicación del libro siendo los caballos heridos en los atentados de Hyde Park y Regents Park.

## Antecedentes
El libro fue encargado por el Museo Imperial de la Guerra para coincidir con su exposición Animals in War. En el prólogo del libro, Cooper agradeció al personal del museo y expresó su gratitud a los autores J. M. Brereton y al Mayor T. J. Edwards por la inspiración que encontró en sus respectivas obras The Horse in War y Mascots and Pets of the Regiments. Antes de su lanzamiento, el libro fue publicado por entregas en The Mail on Sunday.

## Recepción
En 1983, el Wolverhampton Express & Star describió el libro como «una serie de cuentos fascinantes, emocionantes y aleccionadores» y elogió su difusión temporal y geográfica. Ese mismo año, el Leicester Mercury elogió la simpatía y la perspicacia de Cooper y describió el volumen como un «relato fascinante de cómo los animales han servido con valentía y lealtad» al ejército. El Western Daily Press destacó el papel de los insectos, como las abejas, en la guerra en su reseña positiva. En un artículo de 2020, la historiadora Sybil Jack describió cómo el libro era un «homenaje» a los animales que sirvieron. El libro ha sido utilizado como fuente por otros para proporcionar ejemplos de historias sobre diferentes razas de perros en tiempos de guerra, conectando el temperamento con aspectos del servicio, incluidos los bull terrier s, los spaniel ingleses, y los galgos ingleses.

## Análisis
En 1991, Gary Genosko describió cómo Cooper «se inspira en gran medida» en el libro Animal Heroes of the Great War de Ernest Harold Baynes, de 1925, y utiliza la interpretación de Baynes de los registros de la Primera Guerra Mundial para aproximarse a los de los animales en la Segunda Guerra Mundial  Genosko también describió cómo Cooper creó una dicotomía de moralidad entre los usos «malos» y «buenos» de los animales en la guerra en su análisis. Hilda Kean describió en un artículo de 2015 cómo el libro realmente se centra en las reacciones humanas a las experiencias de los animales, en lugar de las de los animales mismos. Kean también comparó este libro con The Animals' War de Juliet Gardiner. En un artículo de 2017, Colin Salter comentó sobre la descripción que hace Cooper de los animales que portaban explosivos como «perros suicidas» o similares, afirmando falsamente que estos animales tenían iniciativa en lo que hacían. Estos animales fueron entrenados para realizar estas tareas mediante la inanición, por lo que el comportamiento no fue realizado por elección propia.
En su artículo sobre los animales, la guerra y el patriotismo, el politólogo Steven Johnston se basa en el libro de Cooper para analizar cómo la gente trata a sus mascotas en tiempos de guerra. También sugiere que el enfoque de Cooper «documenta inadvertidamente la resistencia de los animales»; donde Cooper lee la personalidad en las acciones de los animales, Johnston sugiere que la acción del animal puede leerse como resistencia a los roles para los que ha sido entrenado. Un caso es el de las mulas, a las que Cooper describe como «traviesas», pero Johnston lo contradice diciendo que se trata de desafío. También sugiere que el libro de Cooper enfatiza la «desechabilidad» de los animales, y que su tono general es una suerte de elogio fúnebre.

## Legado
La respuesta pública al libro condujo a una campaña para establecer un monumento conmemorativo a los animales que murieron al servicio del ejército británico. El libro fue reeditado en 2003 para recaudar dinero para el Fondo Conmemorativo de los Animales en la Guerra. Esto condujo a la construcción del Monumento Animales en la Guerra en Hyde Park, Londres. Fue presentado en 2004. Cooper fue co-fideicomisario de la asociación formada para apoyar la creación del monumento.